# Бен-Риннес
Бен-Риннес (англ. Ben Rinnes; гэльск. Beinn Ruaidhneis) — гора в Грампианских горах в Банфшире в Северной Шотландии (Великобритания). Имеет общую площадь 20 км² и расположена в 8 км к юго-западу от Дафтауна.

## Описание

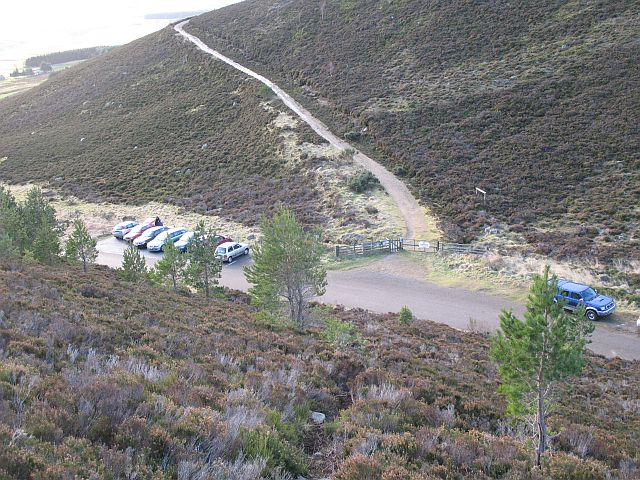
Начало тропы на Бен-Риннес от автостоянки

С вершины Бен-Риннес можно увидеть 8 графств (Абердиншир, Банфшир, Морейшир, Нэрншир, Инвернессшир, Росс и Кромарти, Сатерленд и Кейтнесс), а в ясный день даже побережье Морей. Особой привлекательностью для путешественников являются водопады многочисленных рек, текущих с горы, таких как Линн де Рути.
Гора пользуется популярностью у туристов. К вершине ведёт одна основная тропа, до которой можно легко добраться с автостоянки. Особая программа «Друзья Бена-Риннеса» работала над тем, чтобы сделать вершину более доступной и предотвратить дальнейшую эрозию хрупкой экосистемы на крутых склонах.

## Забег по Бен-Риннесу
Гонки по холмам проводились на Бен-Риннесе в течение нескольких лет в рамках местных Игр Дафтаун-Хайленд. Забег начинается на игровом поле, проходит по соседним холмам Литл-Конвал и Мейкле-Конваль, а затем поднимается на вершину Бен-Риннеса. Бегуны возвращаются тем же маршрутом. Длина забега 22 км, высота подъёма более 1 500 м.